# Truposze nie umierają
Truposze nie umierają (ang. The Dead Don't Die) – amerykański film fabularny z 2019 roku w reżyserii Jima Jarmuscha. Obraz był filmem otwarcia 72. MFF w Cannes, gdzie startował w konkursie głównym.

## Fabuła
W prowincjonalnym miasteczku Centerville zaczynają dziać się dziwne rzeczy, znikają zwierzęta domowe, przestają działać zegarki i telefony, dni nie mają końca. Wszystko przez odwierty na biegunie, czemu zaprzeczają korporacje. Truposze wychodzą z grobów i powtarzają ulubione czynności, które wykonywali za życia.

## Obsada
- Bill Murray jako Cliff Robertson
- Adam Driver jako Ronnie Peterson
- Tilda Swinton jako Zelda Winston
- Chloë Sevigny jako Mindy Morrison
- Steve Buscemi jako farmer Miller
- Danny Glover jako Hank Thompson
- Caleb Landry Jones jako Bobby Wiggins
- Selena Gomez jako Zoe
- Tom Waits jako pustelnik Bob
- Rosie Perez jako Posie Juarez
- Iggy Pop jako zombie z kawą
- Sara Driver jako zombie z kawą
- RZA jako Dean
- Carol Kane jako Mallory O’Brien
- Austin Butler jako Jack
- Luka Sabbat jako Zach
- Alyssa Maria App jako dziecko-zombie
- Carl Arcilesi jako Zombie
- Monica Ayres jako zombie z kablem
- Eszter Balint jako Fern
- Lorenzo Beronilla jako zombie Zeldy
- Justin Clarke jako zombie na cmentarzu
- Mick Coleman jako zombie
- Joseph Davis jako zombie na posterunku policji
- Rosal Colon jako Lily
- Kevin McCormick jako strażnik
- Sid O’Connell jako strażnik
- Maya Delmont jako Stella
- Taliyah Whitaker jako Olivia
- Jahi Di'Allo Winston jako Geronimo
- Larry Fessenden jako Danny Perkins
- Charlotte Kemp Muhl jako modna zombie